# Sergentomyia nicnic
Sergentomyia nicnic är en tvåvingeart som först beskrevs av Banks 1919.  Sergentomyia nicnic ingår i släktet Sergentomyia och familjen fjärilsmyggor.
Artens utbredningsområde är Filippinerna. Inga underarter finns listade i Catalogue of Life.